# Medea Mei

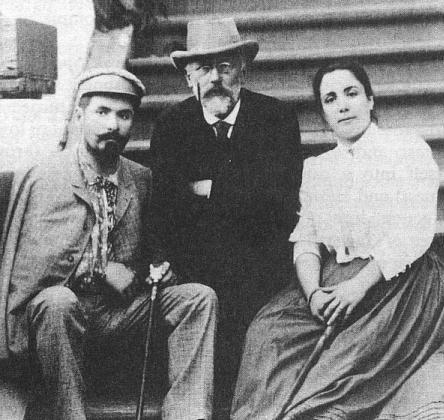
Txaikovski i els Figner

Medea Medei (o Medea Fígner o Medea-Mei-Fígner) (Florència, 4 de març de 1859, París- 8 de juliol de 1952) va ser una famosa mezzosoprano, i després soprano, esposa del tenor Nikolai Fígner (1857-1918), ambdós van formar un duo operístic molt conegut a Rússia entre 1889 i 1904. En casar-se amb Nikolai es va naturalitzar russa i va canviar el seu nom afegint el Fígner.
Van estrenar La dama de piques de Txaikovski. El seu marit va ser el tenor més celebrat del Teatre Mariïnski on va cantar, entre d'altres, òperes d'Aleksandr Borodín (El príncep Ígor), Aleksandr Dargomijski (Rusalka), i d'Anton Rubinstein. Famosa intèrpret dels rols de mezzo de Verdi (Assutzena, Amneris, etc.), va viatjar a Rússia el 1887 on va conèixer Nikolai Fígner amb qui es casà el 1889. A partir d'aquell moment el tenor només va cantar en òperes on participava Medea. Es recorda la seva actuació com Carmen i Don José a l'òpera de Bizet. Mei va aconseguir parlar rus sense accent fins a tal punt que no es detectava la seva ascendència italiana.
Medea Fígner va ser la primera Mimì de La bohème en rus i entrenada pel mateix Giacomo Puccini.
Amics personals de Txaikovski, el 1890 van estrenar els papers de Lisa i Hermann i el 1892 Iolanta. El compositor els va dedicar els Sis romanços. Van assistir Txaikovski i el seu germà Modest durant la breu malaltia i mort de Piotr.
El 1904 la parella es va divorciar i ella va fer una gira per Sud-amèrica tornant al Mariïnski on va actuar fins al 1912. Va deixar Rússia el 1930 per establir-se a París on va morir als 93 anys.